# Boatella
Boatella és una masia del municipi de Borredà (Berguedà) inclosa en l'Inventari del Patrimoni Arquitectònic de Catalunya.

## Descripció
Masia orientada a migdia de planta rectangular amb coberta a dues aigües de teula àrab. La façana presenta dues arcades d'arc de mig punt rebaixat al primer pis, coincidents amb la sala, i una sortida amb llinda al segon pis. Al portal d'entrada, del segle xviii, i davant la llisa de la casa hi ha les dependències de la masia, que avui resta deshabitada. Altres portes d'accés són al mur de ponent, així com un seguit de finestrals i balcons. En aquest mateix mur, l'últim pis està format per un seguit d'arcs de mig punt de petites dimensions per a il·luminar les golfes de la casa. Posteriorment fou adossat al cos primitiu de la masia, una dependència per a cobert sostinguda per tres gruixuts contraforts que s'endinsen dins el mur de l'edificació.

## Història
El gran casal té un escut nobiliari, i és esmentada ja al s. XII com una possessió del monestir de Santa Maria de Ripoll. D'aquesta època és també l'església romànica de Sant Martí de Boatella, propera a la casa, que com aquesta fou modificada al s. XVII i xviii. Tota la casa respira antigor i orígens nobiliaris. L'església també té l'escut dels Boatella, un bou, un anagrama amb les lletres atella i un arbre a la meitat inferior; la casa està plena de capbigues esculpides. Els senyors de Boatella s'enterraven a la cripta de Sant Martí. Les llindes tenen les dates de 1688, 1708, 1719, 1734, entre d'altres.